# Salé
Salé er en by i Marokko, nær hovedstaden Rabat.
Salé blev grundlagt af fønikerne. I 17. og 18. århundrede var den kendt som en piratby. I dag er Salé kun en soveby ved Rabat.
34°03′00″N 6°49′00″V / 34.05°N 6.81667°V